# Миленко Себић
Миленко Себић (Трстеник, 30. децембар 1984) српски је репрезентативац у стрељаштву чија специјалност је гађање малокалибарском пушком.

## Спортска биографија
Рођен је у Трстенику. Од 2020. године члан је Стрељачке дружине Нови Сад 1790. Претходно се такмичио за неколико клубова. Између осталих био је члан клубова Црвена звезда и Академац из Београда. Освојио је сребрну медаљу у гађању малокалибарском пушком из тростава 2019. године на финалном турниру Светског купа у кинеском граду Путјену.
Освојио је три сребрне медаље на Европским првенствима у стрељаштву. Био је учесник Олимпијских игара у Рио де Жанеиру 2016. године.
Највећи успех је остварио на Олимпијским играма у Токију 2020, када је освојио бронзану медаљу у дисциплини гађање 50 м малокалибарском пушком из тростава.
Освојио је златну медаљу на Медитеранским играма 2022. године у Орану.

## Приватно
Ожењен је са Алином Себић, пореклом из Русије, она му је уједно и тренер. Имају једну кћерку.

## Награде

### Друге награде
- 2022: Награда Браћа Карић